# Jewish Relief Agency

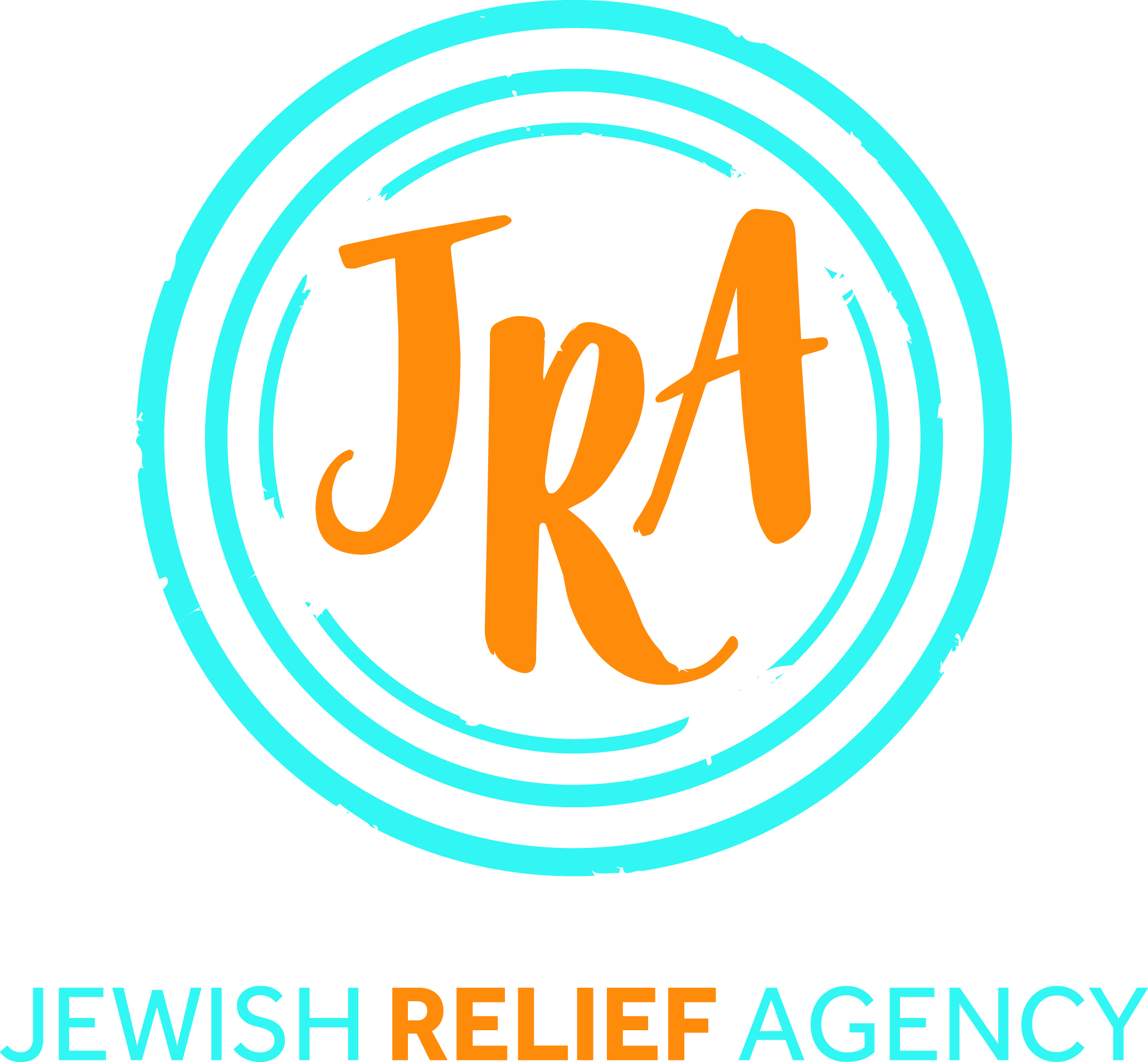

Jewish Relief Agency (JRA) è una fondazione caritatevole associata al movimento religioso ebraico ortodosso Chabad-Lubavitch, e ha lo scopo di identificare ed assistere gli ebrei indigenti e poveri nell'area della Contea di Filadelfia, in Pennsylvania.

## Storia e attività
L'agenzia fu creata nel settembre 2000 con tre volontari che assistevano 19 famiglie. Da allora JRA si è espansa  notevolmente ed è diventata una delle maggiori organizzazioni ebraiche di volontariato e di assistenza agli indigenti di tutta la zona di Filadelfia (Pennsylvania).
In risposta a nuove esigenze della comunità locale, la JRA ha lanciato nel 2011 un nuovo programma, chiamato JRAid, che va oltre le necessità assistenziali alimentari e offre ai volontari l'opportunità di aiutare le famiglie indigenti in base alle proprie preferenze personali. In collaborazione con alcune associazioni per l'alloggio e di assistenza sociale, la JRAid riesce a fornire assistenza gratuita per riparazioni domestiche e modifiche edili per quelle famiglie che altrimenti non potrebbero permetterselo.
Sebbene l'agenzia si concentri sulla popolazione ebraica, la JRA distribuisce cibo ed assistenza a qualsiasi persona indigente.